# Medasina characta
Medasina characta är en fjärilsart som beskrevs av Eugen Wehrli 1941. Medasina characta ingår i släktet Medasina och familjen mätare. Inga underarter finns listade i Catalogue of Life.